# Yakuza eiga
Pour les articles homonymes, voir Eiga.
 (octobre 2016).
Si vous disposez d'ouvrages ou d'articles de référence ou si vous connaissez des sites web de qualité traitant du thème abordé ici, merci de compléter l'article en donnant les références utiles à sa vérifiabilité et en les liant à la section « Notes et références ».

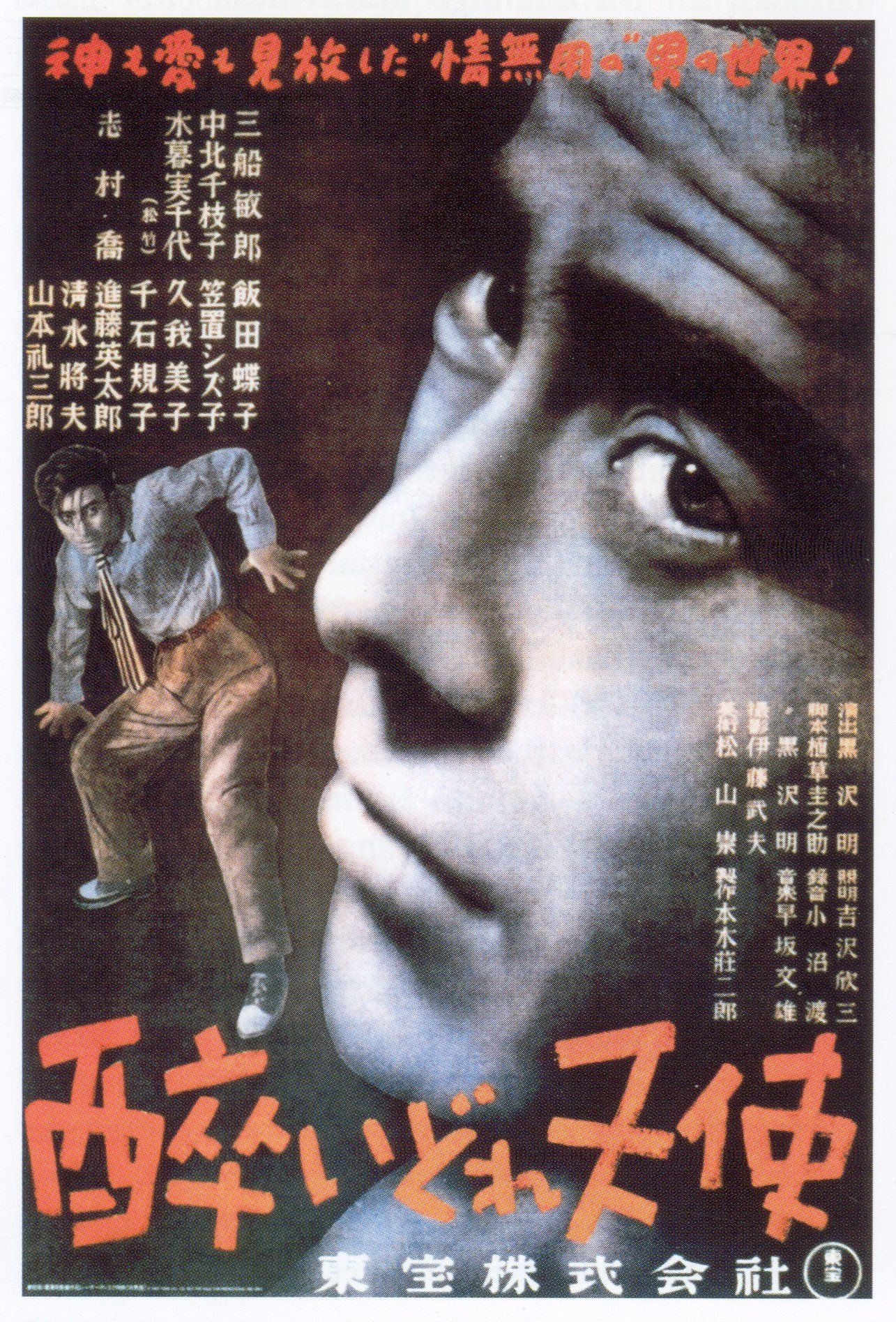
Poster de L'Ange ivre, de Akira Kurosawa, sorti en 1948, un film de genre Yakuza Eiga.

Le yakuza eiga (ヤクザ映画 ou ヤクザえいが) [ jakɯdza eːɡa], parfois simplement appelé film de yakuza en français, est un genre de film très populaire dans le cinéma japonais qui se concentre sur la vie et les relations des yakuzas, également appelé la mafia japonaise.

## Historique

### Ninkyo eiga
Les ninkyo eiga ou « films de chevalerie » sont des films de yakuzas idéalisés et formalistes avec une forte dimension moralisante.
L’âge d’or du genre se situe dans les années 1960. La plupart ont été produits par le studio Toei. Ces films se situent dans la période comprise entre la fin de la féodalité et la  Seconde Guerre mondiale. Malgré l’évocation de cette période, ils traitent de sujets contemporains, comme l’influence de l’Occident, généralement sous la forme d’un honorable hors-la-loi (personnifié par le stoïque Ken Takakura) déchiré entre les valeurs contradictoires de giri (devoir) et ninjo (sentiments personnels).

#### Acteurs représentatifs de cette période
Shintarō Katsu, Ken Takakura, Kōji Tsuruta, Yumiko Nogawa, Junko Fuji, Akira Kobayashi.

#### Cinéastes notables de cette période
Yasuo Furuhata, Takashi Harada, Teruo Ishii, Tai Katō, Masahiro Makino, Yasuzo Masumura, Kenji Misumi, Sadao Nakajima, Kiyoshi Saeki, Masahiro Shinoda, Norifumi Suzuki, Seijun Suzuki, Tokuzō Tanaka, Kōsaku Yamashita.

### Jitsuroku eiga
Les jitsuroku eiga sont des films de yakuzas réalistes, souvent anarchisants, plutôt portés sur la violence spectaculaire.
Ce nouveau type de yakuza eiga émerge dans les années 1970. Jitsuroku peut se traduire par « vrai document ». Ces films sont censés être plus réalistes, car basés sur des histoires vraies, et filmés dans un style documentaire. Le jitsuroku eiga est popularisé par Combat sans code d'honneur (1973), de Kinji Fukasaku. Ce film, qui a donné naissance à quatre suites basées sur le roman original, dépeint l'après-guerre des ‘’yakuza’’, qui n’étaient pas que les honorables héritiers du code des samouraïs, mais aussi d’impitoyables voyous. Le film a été applaudi pour la performance de Bunta Sugawara, le propulsant au rang de star.
Mais le yakuza eiga décline, du fait de l’usure rapide du genre, et de la montée en puissance du cinéma hollywoodien au box-office japonais.

#### Acteurs représentatifs de cette période
Bunta Sugawara, Shintarō Katsu

#### Cinéastes notables de cette période
Kinji Fukasaku, Hideo Gosha, Kon Ichikawa, Kenji Misumi, Sadao Nakajima

### Développements récents
Dans les années 1990, les films de yakuza au Japon ont diminué. Maintenant, beaucoup sont des films à petit budget. Les films de Takeshi Kitano, acclamés par la critique, font exception, et sont connus dans le monde entier.

#### Cinéastes notables de cette période
Shinji Aoyama, Yasuo Furuhata, Hideo Gosha, Takashi Ishii, Seiji Izumi, Takeshi Kitano, Kiyoshi Kurosawa,Takashi Miike, Rokurō Mochizuki

## Films emblématiques
- 1927 : Le Journal de voyage de Chuji de Daisuke Itō
- 1948 : L'Ange ivre d'Akira Kurosawa
- 1964 : 
  - Fleur pâle de Masahiro Shinoda
  - L'Indomptable d'Edo de Tai Katō
- 1966 : Le Vagabond de Tokyo de Seijun Suzuki
- 1967 : La Marque du tueur de Seijun Suzuki
- 1968 : Lady Yakuza : La Pivoine rouge de Kōsaku Yamashita
- 1969 : Lady Yakuza : Le Jeu des fleurs de Tai Katō
- 1971 : Guerre des gangs à Okinawa de Kinji Fukasaku
- 1972 : La Légende de Zatoïchi : La Blessure de Shintarō Katsu
- 1973 : Combat sans code d'honneur de Kinji Fukasaku
- 1974 : 
  - Autant en emporte mon nunchaku de Shigehiro Ozawa
  - The Yakuza de Sydney Pollack
- 1975 : Le Cimetière de la morale de Kinji Fukasaku
- 1982 : Dans l'ombre du loup de Hideo Gosha
- 1989 : Black Rain de Ridley Scott
- 1990 : Jugatsu de Takeshi Kitano
- 1993 : Sonatine de Takeshi Kitano
- 1996 : Kids Return de Takeshi Kitano
- 1997 : Hana-Bi de Takeshi Kitano
- 1999 : Dead or Alive de Takashi Miike
- 2000 : Brother de Takeshi Kitano
- 2001 : 
  - Ichi the Killer de Takashi Miike
  - Gozu de Takashi Miike
- 2010 : Outrage de Takeshi Kitano
- 2012 : Outrage: Beyond de Takeshi Kitano
- 2017 : Outrage: Coda de Takeshi Kitano